# Stephen Jenness
Pour les articles homonymes, voir Jenness.
Stephen Jenness est un joueur de hockey sur gazon néo-zélandais évoluant au poste d'attaquant au Central Falcons,.

## Biographie
Stephen est né le 7 juin 1990 à Lower Hutt.

## Carrière
Il a débuté en équipe nationale première en 2010 et a arrêté sa carrière internationale en 2021 après les Jeux olympiques d'été de 2020.

## Palmarès
- : 2e aux Jeux du Commonwealth de 2018
- : 2e à la Coupe d'Océanie en 2019
- : 3e aux Jeux du Commonwealth de 2010